# Дой-пак
Дой-пак (фр. Doypack) — особливий вид вакуумної упаковки, котра виглядає як пластиковий пакет з денцем, що дозволяє наповненій упаковці стояти вертикально. Принциповою особливістю дой-пак є 5-шовна конструкція з гнучким дном.

## Історія
Конструкція була винайдена в 1962 році Луї Дуаєном (фр. Louis Doyen), керівником французької компанії Thimonnier, якій і належать права на торговельну марку «Doypack».

## Типи пакетів дой-пак
Пакет дой-пак виробляється з багатошарових полімерних плівок. Кількість шарів матеріалу у плівці для виготовлення пакету є від 2 до 5 шарів та залежить від сфери застосування пакета. Особливістю матеріалу для виготовлення пакетів дой-пак є той факт, що обов'язково внутрішній шар матеріалу є термозварювальним, а зовнішній шар таким не є.
Пакети дой-пак мають такі особливості:
- пакет зі вставним круглим дном,
- пакет з посиленим краєм,
- пакет з прозорим вікном,
- пакет з фальцованим денцем.

Пакет може виготовлятися з дозатором, котрий в процесі виготовлення пакета впаюється в його верхню частину, та являє собою корпус з горловиною, на яку нагвинчується ковпачок.
Але є і суттєвий недолік цього пакування - він НЕ ПІДЛЯГАЄ ПЕРЕРОБЦІ і його треба уникати.

## Сфери застосування пакетів дой-пак
- пакування для рідких продуктів, наприклад, для соків, молочних продуктів, мінеральних вод, олії рослинної, мийних засобів, мастильних матеріалів, спиртомістких рідин, рідкої фарби та ін.;
- пакування для густих та пастоподібних продуктів, наприклад, для майонезів, соусів, кетчупів, гірчиці, рідкого шоколаду, кремів, гелів, мазі та ін.;
  - Верес (компанія)
  - Чумак (компанія)
- пакування для сипучих продуктів, наприклад, для гранульованої кави, чаю, молочних сумішей для дітей, спортивного харчування, спецій та приправ, побутової хімії, порошків, відбілювачів, будівельних матеріалів та ін.;
  - Їдло (компанія)
- пакування для штучних продуктів, наприклад, для горіхів, сухофруктів, сухарів, печива, цукерок, заморожених фруктів та ягід, консервації на ін.